# Kongress am Park

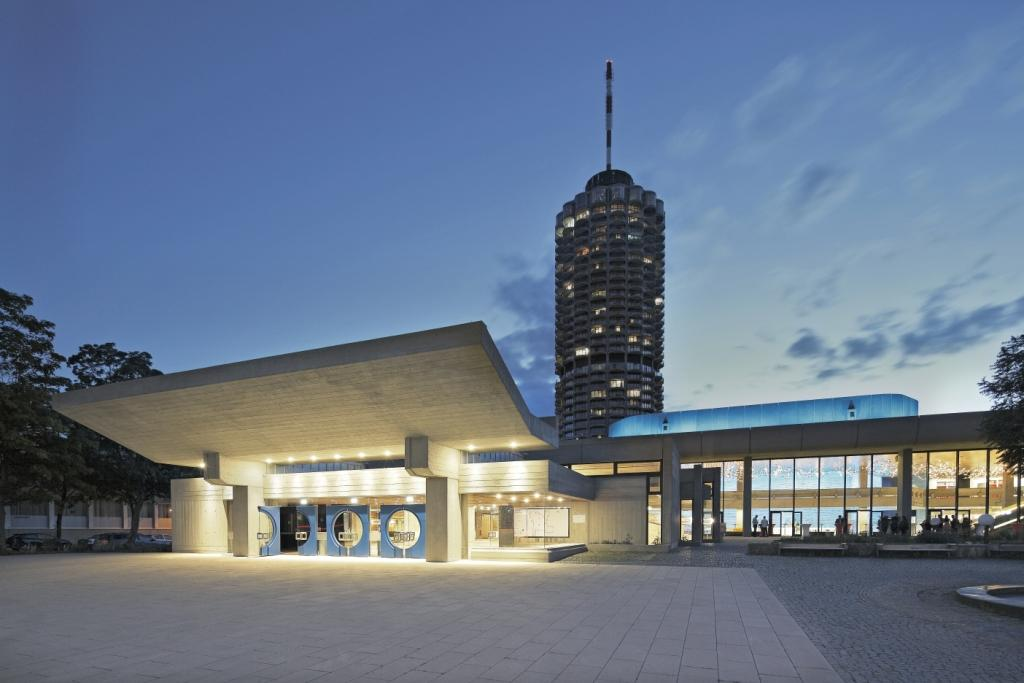
Augsburger Kongresszentrum „Kongress am Park“, Hotelturm im Hintergrund (2012)

Das Kongress am Park (bis 2012 Kongresshalle Augsburg) ist eine Veranstaltungsstätte in Augsburg. Es befindet sich im nordöstlichen Bereich des Wittelsbacher Parks im Antonsviertel und wurde 1972 eröffnet. Die multifunktionale Veranstaltungsstätte wird als Kongresszentrum, für Verkaufsausstellungen sowie für Konzerte und andere Kulturveranstaltungen genutzt. Seit dem Jahr 2009 wird die Halle von der Kongresshalle Augsburg Betriebs GmbH geführt und von der Regio Augsburg Tourismus GmbH vermarktet. Der mehrgliedrige Gebäudekomplex ist als Baudenkmal in der Bayerischen Denkmalliste eingetragen und zählt zu den „bedeutende[n] Bauten der Nachkriegsmoderne“ in Augsburg.
In direkter Nachbarschaft steht der ebenfalls 1972 eröffnete Augsburger Hotelturm.

## Geschichte

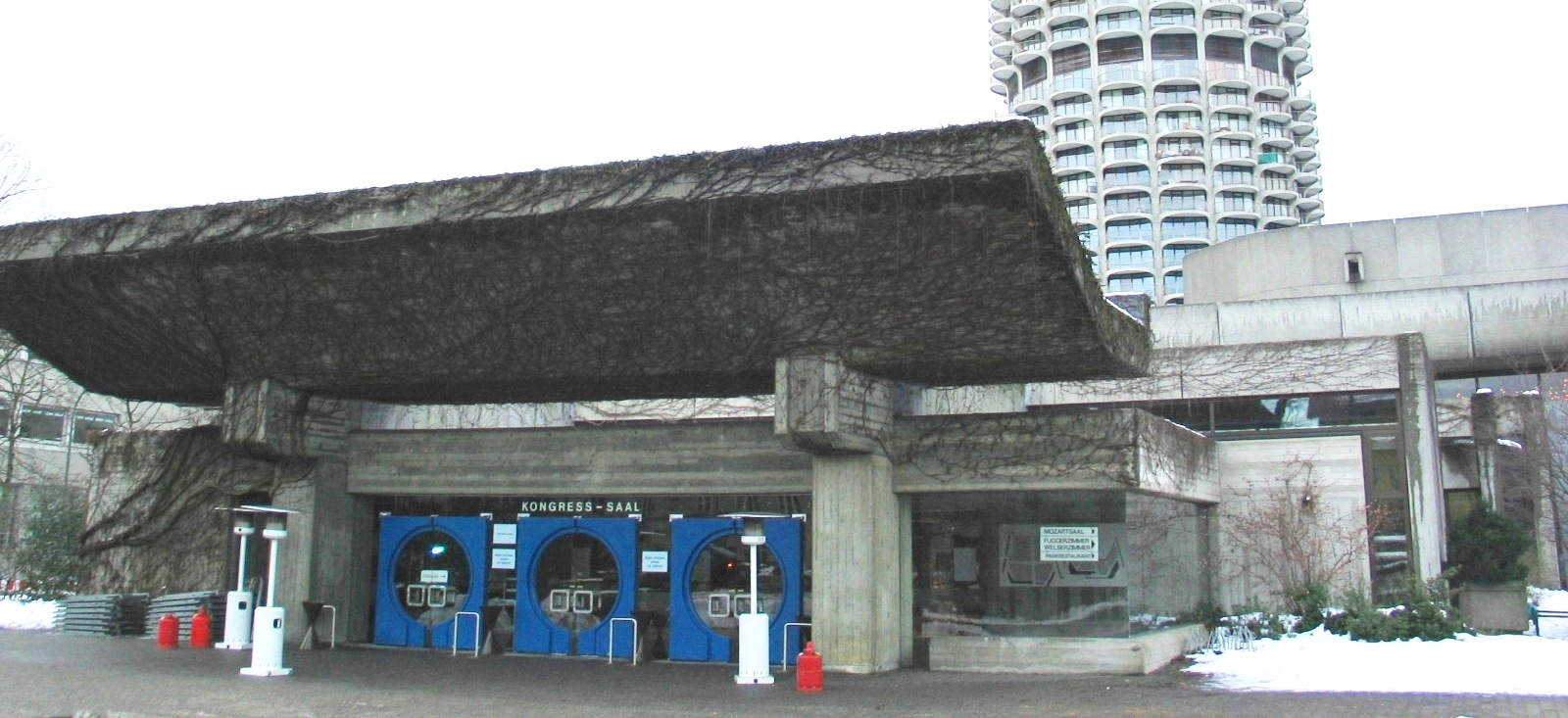
Eingangsbereich der Kongresshalle vor der Sanierung (2005)

Mit Sperrung des Ludwigsbaus im Jahre 1963 begann die Geschichte der neuen Kongresshalle. Stadtbaurat Walther Schmidt ließ kurze Zeit später einen Architektenwettbewerb für einen modernen Ersatzbau an gleicher Stelle ausschreiben. Die Ausschreibung stieß auf großes Interesse bei den deutschen Architekturbüros und es handelte sich dabei um einen der größten Architektenwettbewerb der Nachkriegszeit. Bis zum Ende der Frist gingen 208 Beiträge ein. Das Preisgericht entschied sich am Ende für den Vorschlag von Max Speidel aus Stuttgart, da der Entwurf in der für diese Zeit typischen Sichtbeton-Bauweise als zeitlos und modern angesehen wurde und ohne modische Effekte auskam.
Max Speidel bekam nach dem Stadtratsbeschluss vom 22. Juli 1964 den Planungsauftrag. In den darauffolgenden Jahren wurden bei der Erstellung der Ausführungsplanung noch zahlreiche Änderungen vorgenommen und auch nach Baubeginn 1968 kam es zu Anpassungen. Die Folgen waren erhebliche Kostensteigerungen und Bauzeitverzögerungen. So erhöhten sich die anfangs kalkulierten Kosten von rund 10 Millionen DM schrittweise auf über 26 Millionen DM. Am 17. Juni 1972 wurde die neue Kongresshalle unter dem Beisein von Ministerpräsident Alfons Goppel feierlich eröffnet. Das Urteil in der Bevölkerung über den Neubau, der bis zu 2200 Personen Platz bot, war geteilt. Viele Menschen empfanden den kühlen und sachlichen Neubau als wenig einladend und trauerten dem gemütlichen Ludwigsbau nach. Zudem kritisierten sie den großen Eingriff in den Stadtgarten. Andere lobten die zeitlose Eleganz und die Großzügigkeit der neuen Kongresshalle.
In den darauffolgenden Jahren wurde die Kongresshalle intensiv genutzt. Allein bis 1982 zum 10-Jahres-Jubiläum registrierte man rund 2,5 Millionen Besucher. Großveranstaltungen, wie der Augsburger Presseball oder der Augsburger Opernball, gehörten ab 1973 zu den jährlich dort stattfindenden Veranstaltungen. Nach etwa 20 Jahren zeigten sich erste Abnutzungserscheinungen und es mussten daher kostenintensive Sanierungsarbeiten an der Technik und Gebäudehülle durchgeführt werden, um einen dauerhaften Weiterbetrieb zu ermöglichen.
Zu Beginn des neuen Jahrtausends traten immer gravierendere Mängel an dem Gebäude zum Vorschein. Neben dem fortschreitenden Verschleiß und einer notwendigen energetischen Sanierung bereitete auch der Brandschutz große Sorgen. Im Jahre 2008 musste deshalb sogar die Besucherkapazität eingeschränkt werden. Bei Veranstaltungen, die im gesamten Gebäude unter Nutzung des Foyers stattfinden, waren dann insgesamt nur noch 1740 Besucher zugelassen. Da sich das Gebäude jedoch weitgehend im Originalzustand befand und ein prägnantes Beispiel für Architektur aus den späten 1960er- bzw. 1970er-Jahren darstellt, erfolgte am 8. Juni 2009 die Aufnahme in die Bayerische Denkmalliste.
Um das nun denkmalgeschützte Gebäude erhalten zu können und gleichzeitig fit für die Zukunft zu machen, entschied sich die Stadt Augsburg für eine Generalüberholung. Unter der Federführung der zur Stadt Augsburg gehörenden Augsburger Gesellschaft für Stadtentwicklung und Immobilienbetreuung (kurz AGS) wurde das Büro Schuller + Tham mit der Sanierung beauftragt. Zu den Maßnahmen, die am 1. Mai 2010 begannen, gehörten im Wesentlichen eine energetische Sanierung und optische Auffrischung sowie der Einbau neuer Haustechnik und Beleuchtungstechnik im Innen- und Außenbereich. Bis zur feierlichen Wiedereröffnung des Kongress am Park am 3. Mai 2012 flossen rund 21 Millionen Euro aus dem städtischen Haushalt, Bundesmitteln und Beiträgen privater Investoren in das Vorhaben. Nicht saniert wurde dabei die große Konzertorgel. Ihre Sanierung erfolgte mit Hilfe von Spendengeldern erst 2021.

## Beschreibung

### Innenräume
Das Kongress am Park hatte ursprünglich zwei Säle, sechs Konferenzräume sowie zwei Foyers. Nach der Sanierung 2012 wurde das kleinere Foyer in eine Lounge umgewandelt. Außerdem wurden alle Räume bis auf den großen Saal nach Sponsoren benannt und es sind engere Bestuhlungen möglich, so dass mehr Plätze entstanden sind. Zusätzlich sind weitere Räume verfügbar.
- Kongresssaal: 825 Quadratmeter, Bühne 200 Quadratmeter, bis zu 1.430 Plätze (je nach Bestuhlung). Dieser Saal ist unter anderem die Heimatspielstätte der Augsburger Philharmoniker.
- Saal baramundi (früher Saal Dialog Lebensversicherungs-AG, vormals Mozartsaal), gesponsert von der baramundi software AG: 350 Quadratmeter, bis zu 330 Plätze
- Klassik Radio Foyer (früher großes Foyer): 1000 Quadratmeter, bis zu 800 Plätze
- Klassik Radio Lounge (früher kleines Foyer): 280 Quadratmeter, bis zu 190 Plätze
- Raum Mercedes-Benz (früher Fuggerzimmer): 110 Quadratmeter, bis zu 140 Plätze
- Raum Stadtwerke Augsburg (früher Welserzimmer): 70 Quadratmeter, bis zu 75 Plätze
- Raum KUKA: 45 Quadratmeter, bis 15 Plätze
- Raum Maximilian’s: 50 Quadratmeter, bis 60 Plätze
- Raum Veolia Umweltservice Süd: 50 Quadratmeter, bis 60 Plätze
- Raum HypoVereinsbank: 50 Quadratmeter, bis 60 Plätze
- Raum Dorint: 50 Quadratmeter, bis 60 Plätze

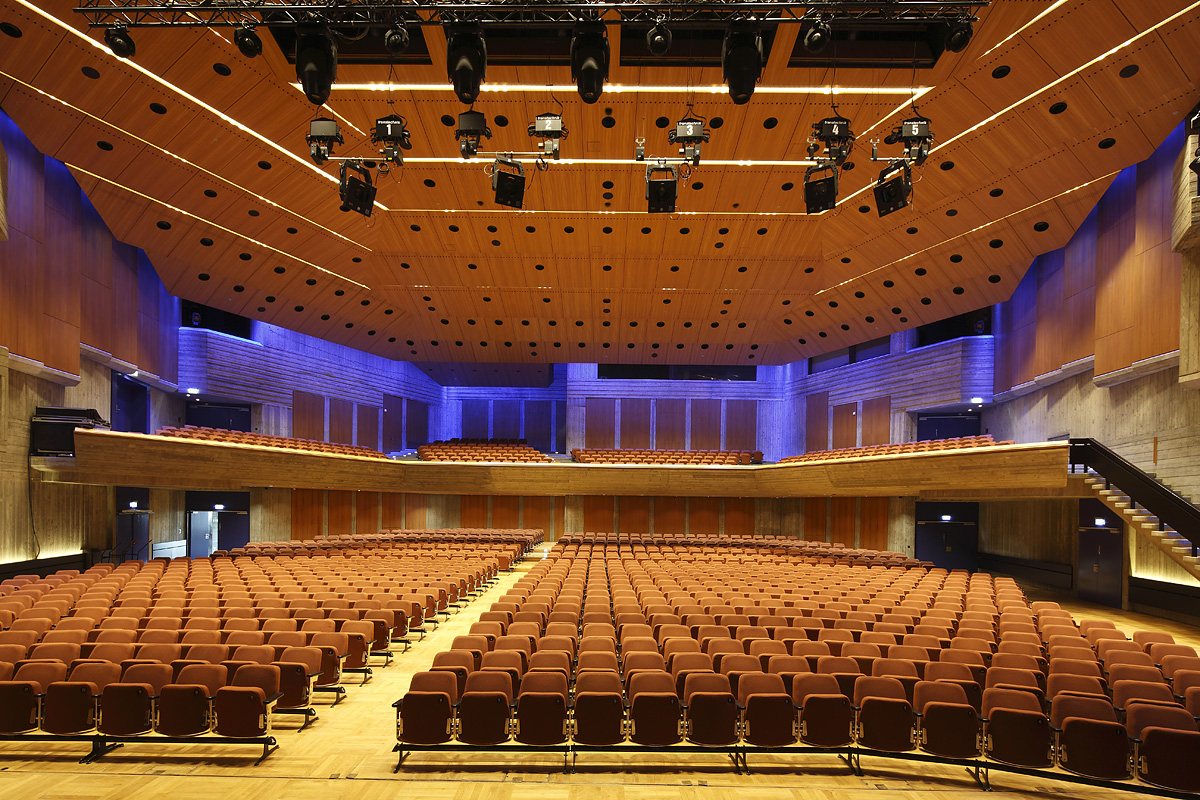
Kongresssaal
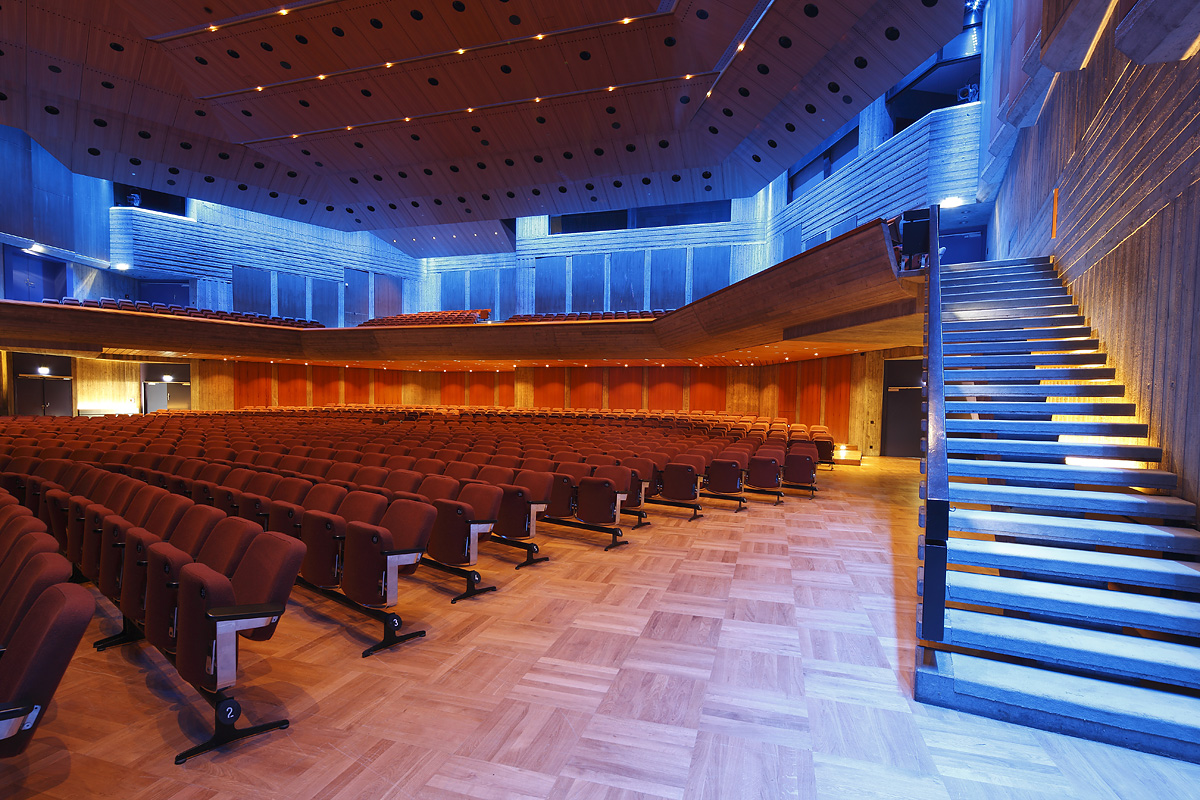
Blaue Treppe im Kongresssaal
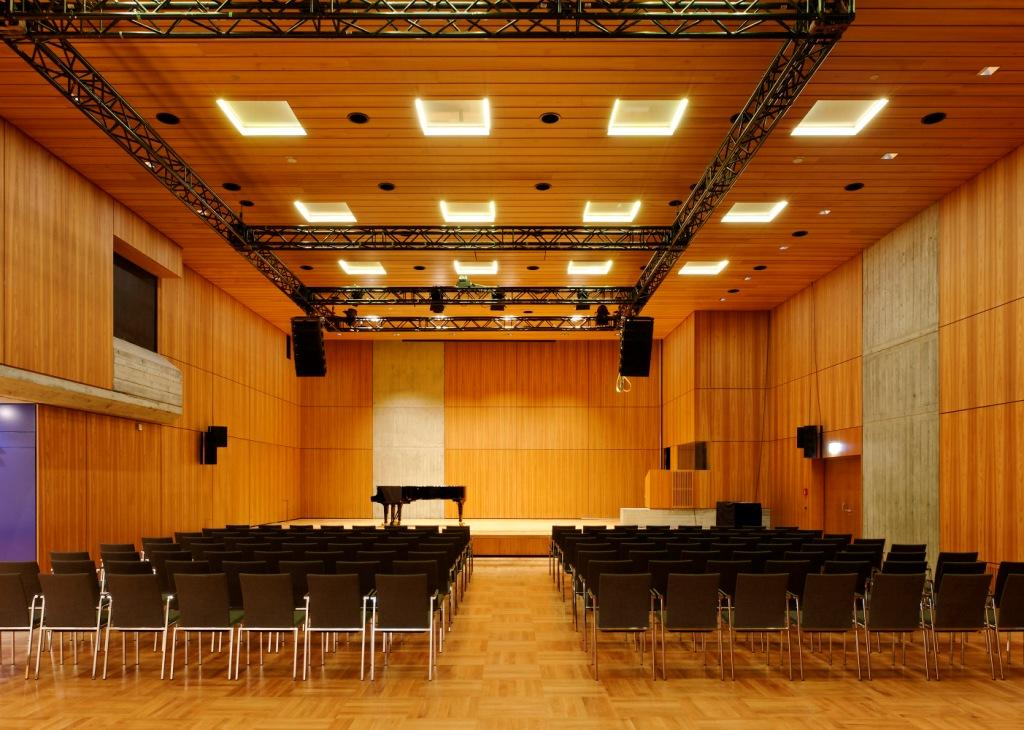
Saal baramundi
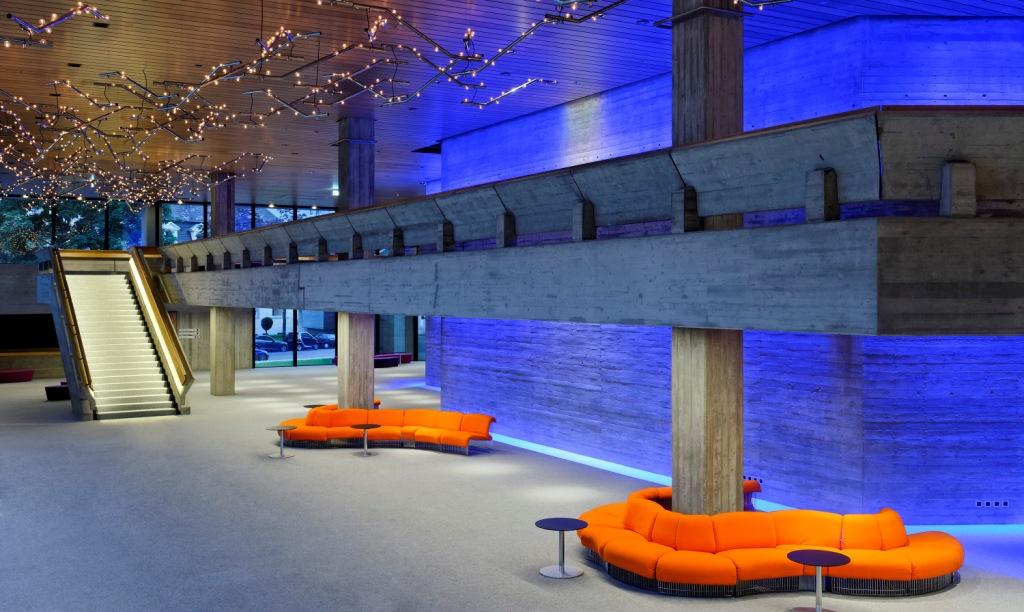
Klassik Radio Foyer

### Orgel

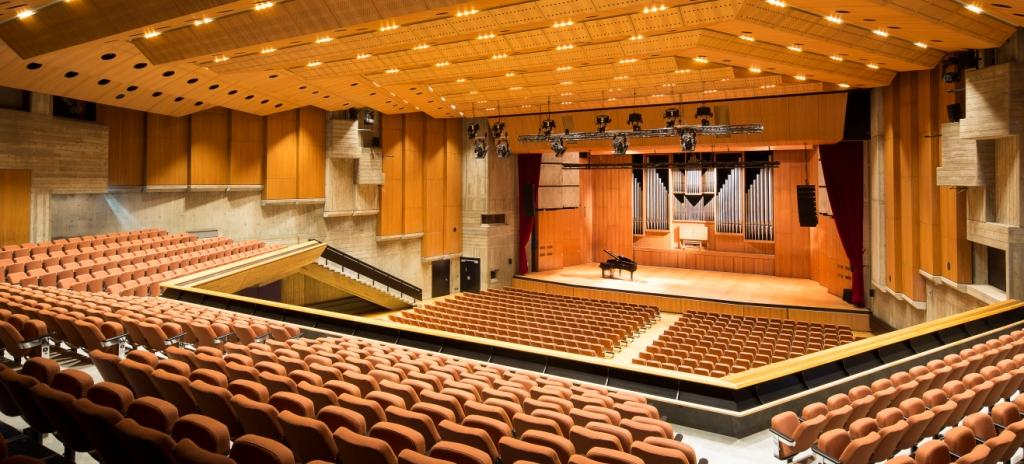
Blick auf die Bühne mit der Konzertorgel

Im Kongresssaal wurde 1972 eine Orgel durch das Unternehmen Steinmeyer (Opus 2263) eingebaut. Sie umfasst 64 Register auf vier Manualen und Pedal. Das Werk mit mechanischer Spiel- und elektrischer Registertraktur steht hinter einem siebenteiligen Prospekt. Das nach seiner Fertigstellung im Jahr 1972 als „Königin der Kongresshalle“ bezeichnete und später unter Denkmalschutz gestellte Instrument war wegen schlechtem Wartungszustand („Die Gummidichtungen waren porös geworden, in den Blasebälgen gab es Löcher, das Pfeifenwerk war verstaubt.“) seit dem Jahr 2004 in keinem spielfähigen Zustand mehr. Schließlich wurde es im Jahr 2021 von Siegfried Schmid mit Kosten von etwa 360.000 Euro saniert.
Es hat folgende Disposition:
| I Positiv C–g3 |        |
| Koppel         | 8′     |
| Quintade       | 8′     |
| Principal      | 4′     |
| Rohrflöte      | 4′     |
| Octav          | 2′     |
| Quinte         | 1 ⁄3′  |
| Terz           | 1 3⁄5′ |
| Scharff IV     | 1′     |
| Krummhorn      | 8′     |
| Regal          | 4′     |
| Tremulant      |        |

| II Hauptwerk C–g3 |           |
| Principal         | 16′       |
| Octav             | 8′        |
| Spitzflöte        | 8′        |
| Kornett V         | 8′ (ab g) |
| Octav             | 4′        |
| Nachthorn         | 4′        |
| Quint             | 2 ⁄3′     |
| Octav             | 2′        |
| Mixtur IV – VI    | 1 ⁄3′     |
| Cymbel III        | 1⁄2′      |
| Trompete          | 16′       |
| Trompete          | 8′        |
| Trompete          | 4′        |

| III Schwellwerk C–g3 |           |
| Bordun               | 16′       |
| Holzprincipal        | 8′        |
| Rohrflöte            | 8′        |
| Salicet              | 8′        |
| Schwebung            | 8′ (ab c) |
| Principal            | 4′        |
| Gemshorn             | 4′        |
| Nasat                | 2 ⁄3′     |
| Terz                 | 1 3⁄5′    |
| Septime              | 1 ⁄7′     |
| Waldflöte            | 2′        |
| Plein jeu V          | 2′        |
| Fagott               | 16′       |
| Feldtrompete         | 8′        |
| Vox humana           | 8′        |
| Clairon              | 4′        |
| Tremulant            |           |

| IV Oberwerk C–g3  |      |
| Singend Principal | 8′   |
| Koppelflöte       | 8′   |
| Octav             | 4′   |
| Pommer            | 4′   |
| Blockflöte        | 2′   |
| Octävlein         | 1′   |
| None              | 9⁄8′ |
| Terzcymbel III    | 4⁄5′ |
| Musette           | 16′  |
| Rohrschalmey      | 8′   |
| Tremulant         |      |
| Zimbelstern       |      |

| Pedal C–f1      |        |
| Untersatz       | 32′    |
| Principal       | 16′    |
| Subbaß          | 16′    |
| Octavbaß        | 8′     |
| Gedecktbaß      | 8′     |
| Choralbaß       | 4′     |
| Rohrpfeife      | 2′     |
| Rauschpfeife IV | 5 1⁄3′ |
| Pedalmixtur III | 2′     |
| Bombarde        | 32′    |
| Posaune         | 16′    |
| Dulcian         | 16′    |
| Trompetbaß      | 8′     |
| Clarine         | 4′     |
| Singend Kornett | 2′     |

- Koppeln: Normalkoppeln, Generalkoppel
- Spielhilfen: 4 freie Kombinationen

### Reichenberger Brunnen

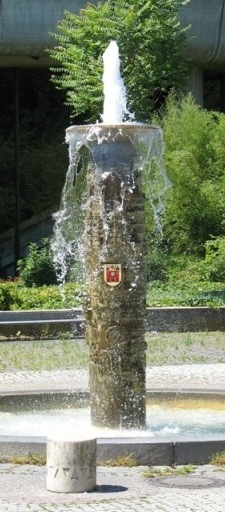
Reichenberger Brunnen

Vor der Kongresshalle befindet sich der Reichenberger Brunnen. Er besteht aus einer rund 4 Meter hohen Bronzesäule und einer oben aufgesetzten, flachen Schale. Von dort sprudelt Wasser herab in ein kreisrundes Wasserbecken aus Naturstein. Die auf der Säule angebrachten Reliefdarstellungen von Gebäuden und Persönlichkeiten geben einen Einblick in die Geschichte der Stadt Reichenberg in Nordböhmen. Verstreut sind auf der Säule zudem Wappentafeln von Städten im Reichenberger Kreis angeordnet.
Die Gestaltung des am 7. September 1980 eröffneten Brunnens übernahm der in Reichenberg geborene Architekt Egon Hartmann. Beim Entwurf ließ er sich von der Silhouette des Hotelturms inspirieren und wählte daher für den Brunnen eine schlanke und hochaufragende Säulenform.